# Левищина
Леви́щина — гідрологічний заказник місцевого значення в Україні. Розташований у межах Бахмацького району Чернігівської області, між селами Восьме Березня і Левівщина. 
Площа 16 га. Статус присвоєно згідно з рішенням Чернігівського облвиконкому від 27.12.1984 року № 454; від 28.08.1989 року № 164. Перебуває у віданні ДП «Борзнянське лісове господарство» (Бахмацьке л-во, кв. 18, 19). 
Статус присвоєно для збереження лучно-болотного природного комплексу в долині річки Ромен. На сухіших ділянках є кілька невеликих дібров. Зростають також осика, вільха, вздовж річки — верба, чагарники.